# 리투에체
리투에체(스페인어: Litueche)는 칠레 리베르타도르헤네랄베르나르도오이긴스 주 카르데날카로 현의 코무나이다.